# Владо Тричков
 Тази статия е за партизанина.  За селото със същото име вижте Владо Тричков (село).  
Владо Йосифов Тричков е деец на БКП и БРП (к). Участник в комунистическото съпротивително движение по време на Втората световна война. Член е на главния щаб на НОВА. Командир на Първа Софийска въстаническа оперативна зона на НОВА. На него е наименувано село Владо Тричков, Община Своге, Софийска област.

## Биография
Владо Тричков е роден на 14 март 1899 г. в град Трън. Член на БКП (1919). Включен е в нейната военна организация. Участва в подготовката на Септемврийското въстание през 1923 г. Осъден е на смърт по ЗЗД през 1925 г., като присъдата е заменена с доживотен затвор. Изпратен е за изтърпявана на наказанието в Сливенския затвор.
След амнистия емигрира в СССР (1936). Завършва военна школа. Участва в гражданската война в Испания (1936 – 1939).
Участва в комунистическото съпротивително движение по време на Втората световна война. Въдворяван в лагера „Гонда вода“. Член на главния щаб на НОВА. Поддържа връзката с ЮНОА и британските военни мисии на майор Мостин Дейвис и майор Франк Томпсън. От септември 1943 г. е командир на Първа Софийска въстаническа оперативна зона на НОВА. Партизанин от Втора софийска народоосвободителна бригада.
След битката при Батулия се откъсва с група партизани. Убит е на 4 юни 1944 г. в престрелка с полицията при с. Горно Камарци, Пирдопско.
Със заповед на министъра на войната от 11 септември 1944 г. посмъртно е произведен във военно звание генерал-лейтенант.